# Raccontami di un giorno perfetto
Raccontami di un giorno perfetto (All the Bright Places) è un film del 2020 diretto da Brett Haley.
La pellicola, con protagonisti Elle Fanning, Justice Smith, Keegan-Michael Key e Luke Wilson, è l'adattamento cinematografico del romanzo del 2015 All the Bright Places scritto da Jennifer Niven, qui co-sceneggiatrice del film.

## Trama
Theodore Finch e Violet Markey vivono infelicemente in una piccola città dell'Indiana. Violet sta tranquillamente affrontando il senso di colpa del sopravvissuto dopo la morte di sua sorella Eleanor e Finch è un solitario, chiamato un mostro da altri studenti. Si incontrano sul ponte dove Eleanor è morta in un incidente d'auto nove mesi prima. Violet è sopravvissuta all'accaduto e da allora non è più salita su un'auto. Si ritrova in piedi sulla sporgenza del ponte in quello che sarebbe stato il compleanno di Eleanor. Finch, fuori per una corsa, vede Violet sul cornicione e si arrampica accanto a lei, convincendola a scendere da un possibile suicidio.
Egli inizia una collaborazione con Violet per un progetto scolastico che richiede agli studenti di esplorare insieme l'Indiana. Cerca la ragazza su Facebook, fa ricerche sull'incidente d'auto di sua sorella, legge gli scritti di Violet e chatta con lei online. I due viaggiano per l'Indiana per vedere i siti da lui scelti per il progetto. Violet si rifiuta di viaggiare in macchina, quindi vanno in bicicletta fino al punto più alto dell'Indiana. Tuttavia, per visitare un ottovolante in miniatura troppo lontano per andare in bicicletta, Violet accetta di salire in macchina. Torna a scrivere, per la prima volta dalla morte di Eleanor. La aiuta a parlare di sua sorella, cosa che nessun altro era riuscito a fare. Violet inizia lentamente a guarire. Si innamorano.
La ragazza nota il comportamento occasionalmente strano di Finch. A volte scompare per giorni. Un giorno, mentre stanno nuotando al Blue Hole, Finch scompare sott'acqua. Quando riemerge, Violet è sconvolta e lo costringe a raccontarle di più su se stesso, minacciando di andarsene se non obbedisce. Finch rivela di essere stato abusato fisicamente da suo padre, che a volte era di "umore oscuro".
In un'occasione, il ragazzo e Violet restano fuori tutta la notte per sbaglio, sconvolgendo i genitori di lei. A scuola quel giorno, Finch perde la pazienza con l'ex fidanzato di Violet dopo essere stato chiamato "mostro". I due ragazzi litigano e Finch se ne va con la sua macchina. Violet, che ha interrotto la lite, finisce nell'ufficio del preside con il più caro amico di Finch, Charlie, che le parla del ragazzo.
Finch partecipa a una sessione del gruppo di supporto, precedentemente consigliata dal consulente scolastico, ma non ne viene fuori nulla di fruttuoso, in parte perché non è in grado di descrivere i suoi problemi. Visita il bar dove lavora sua sorella Kate e la spinge a speculare sul motivo per cui il padre era violento e se avrebbe potuto essere aiutato. Sconvolta, la ragazza respinge l'argomento, dicendo che non le importa e che il loro padre ora è un problema di qualcun altro. Deluso, Finch parte per casa loro, dove Violet sta aspettando. Mentre lei lo interroga sui post-it che ha messo su, lui allude ai suoi episodi di "umore oscuro" quando non riesce a "stare sveglio". Alla fine, Finch è convinto di non poter essere aiutato e le grida di andarsene.
Egli scompare di nuovo. Consigliata da suo padre, Violet controlla i luoghi che avevano visitato insieme e si reca al Blue Hole. Lì, trova i vestiti e il telefono di Finch e deduce correttamente che sia annegato. Qualche tempo dopo, partecipa al suo funerale.
Mentre guarisce dal suicidio di Finch, Violet trova la mappa che hanno usato per viaggiare nell'Indiana e nota l'ultimo luogo che avrebbero dovuto visitare insieme segnato in rosso. È la cappella delle preghiere dei viaggiatori, un luogo di riposo per i viandanti e un posto di guarigione per le persone in lutto. Trova la sua firma nel libro degli ospiti.
Con Finch andato, Violet presenta da sola il loro progetto scolastico. Legge ad alta voce i suoi scritti sulle lezioni che il ragazzo le ha insegnato. Nell'ultima scena, la giovane nuota da sola nel Blue Hole.

## Produzione
Le riprese del film sono iniziate il 4 ottobre 2018 a Cleveland.

## Promozione
Il primo trailer del film viene diffuso il 6 febbraio 2020.

## Distribuzione
La pellicola è stata distribuita sulla piattaforma Netflix a partire dal 28 febbraio 2020.